# Железная дорога Молдовы
«Железная дорога Молдовы» (рум. Calea Ferată din Moldova, сокр. CFM) — железнодорожная компания в Республике Молдова, государственное предприятие.

## Общее описание

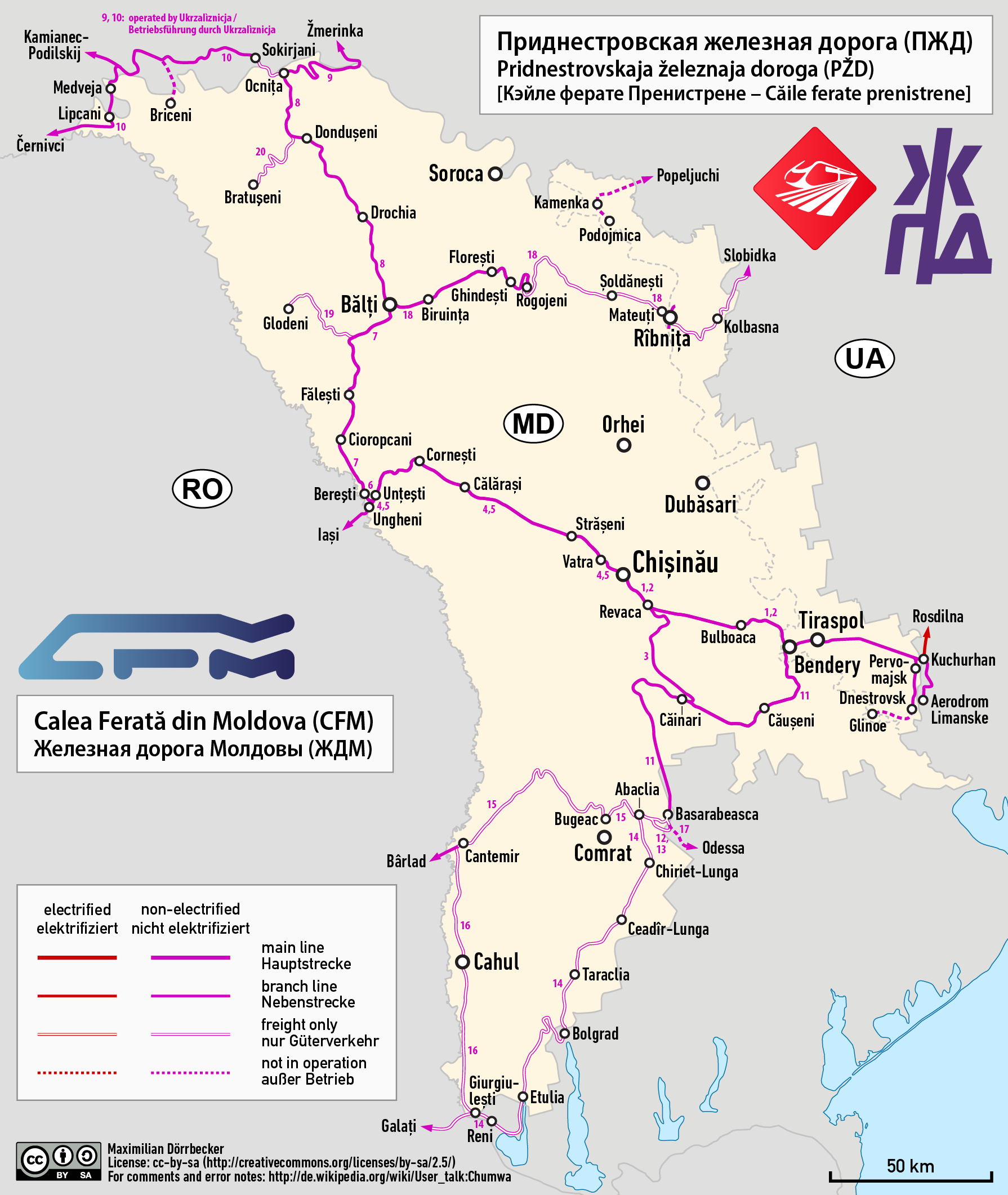
Карта железных дорог Молдовы и ПМР

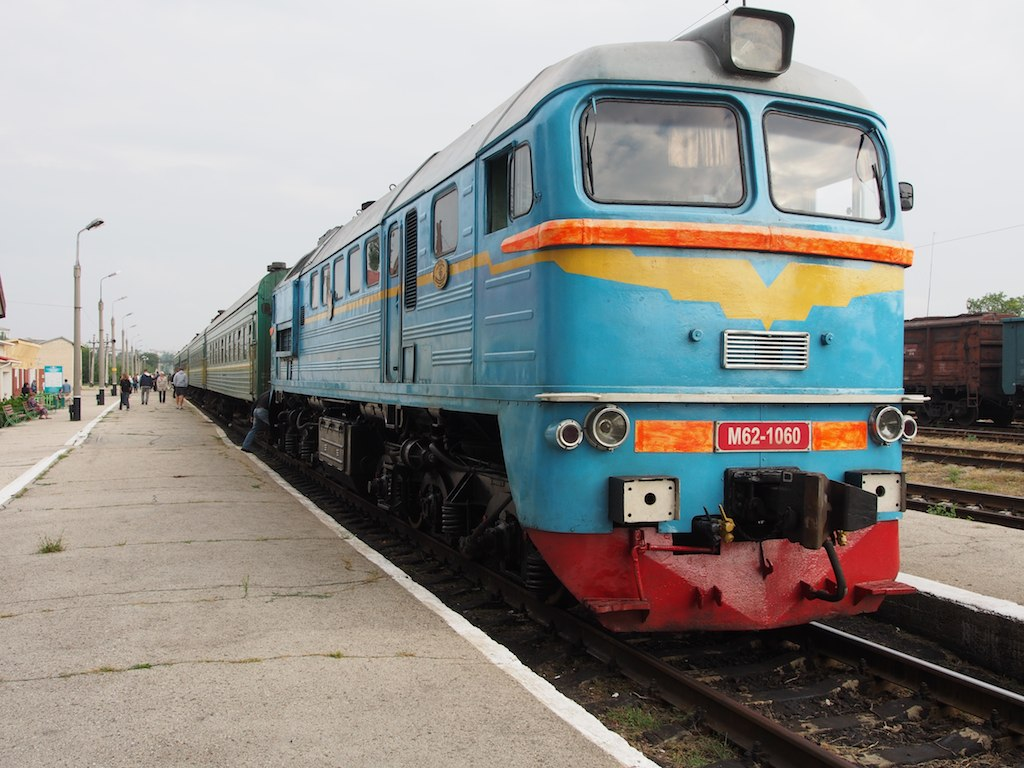
Поезд Кишинёв — Одесса на станции Бендеры

Дорога граничит с железными дорогами Украины (укр. Укрзалізниця): Одесской по станциям Кучурган, Слободка и Басарабяска, Юго-Западной по станциям Могилёв-Подольский и Кельменцы, Львовской по станции Мамалыга, а также с железными дорогами Румынии по станциям Унгены, Рени, Прут и Приднестровья. Управление железной дороги находится в Кишинёве.
Эксплуатационная длина дороги составляет на 1991 год 1328,4 км. Электрифицированных путей в Молдавии нет, в 1991 году планировалась электрификация участка от Кишинёва до украинской границы (на Украине был электрифицирован участок Раздельная — Кучурган), однако этим планам помешал конфликт в Приднестровье.
На 2018 год эксплуатационная длина дороги составляет 1151 км, из которых 472 км оснащены системами автоматической блокировки. В железнодорожной сети Республики Молдова насчитывается 80 отдельных станций и пунктов, из которых 57 станций — грузовых, 41 станция — пассажирская.
Основные узловые станции дороги: Кишинёв, Басарабяска, Унгены, Бельцы-Слободзея, Окница.
С 12 февраля 2021 года пассажирское сообщение на большинстве участков было прекращено из-за убытков. Финансовые проблемы предприятия не удаётся решить и в 2023 году: с августа предприятие не выплачивает зарплату своим работникам.

## История
Первая железнодорожная линия на территории Молдавии была проложена в 1865 году от станции Раздельная до станции Кучурган. В 1867 году эта дорога была продлена до Тирасполя, а в 1871 году до Кишинёва. В 1873 году началось движение на участке Кишинёв — Корнешты, а в 1875 году линия была продлена до Унген.
В начале ноября 1877 года была открыта для военного сообщения Бендеро-Галацкая железная дорога протяжённостью 305 км.
В ноябре 1893 года началась эксплуатация участков от Могилёва до Окницы с мостом через Днестр, от Окницы до Липкан и от Бельц до Окницы. В декабре 1893 года был сдан в эксплуатацию участок от Липкан до Новоселицы, что давало возможность соединиться с Лембергско-Черновицкой дорогой.
В августе 1894 года вступил в строй участок от Рыбницы до Бельц с мостом через Днестр и 165-метровым тоннелем на перегоне Липчены—Матеуцы.
Протяжённость железнодорожных линий на начало XX века в Бессарабии превышала 850 км.
В 1914—1917 гг. проложены линии Басарабяска — Аккерман, Бельцы — Унгены и другие, всего 416 км новых линий. В связи с увеличением протяжённости железных дорог произошёл большой рост количества подвижного состава: на июнь 1917 года паровозное депо Бендеры располагало 253 паровозами и являлось самым большим на Юго-Западной железной дороге.
В 1920—1940-х годах, когда Бессарабия входила в состав Румынии, были разобраны участки Ларга — Каменец-Подольский, а также вторые пути на участках Бендеры — Кишинёв — Унгены, Окница — Новоселица. Сеть колеи 1524 мм была перешита по основным линиям (Новоселица — Волчинец, Унгены — Окница, Бельцы — Матеуцы, Унгены — Бендеры, Басарабяска — Рени, Басарабяска — Аккерман, Басарабяска — Яргара — Прут) на колею 1435 мм — всего 1187 км. Было демонтировано и вывезено в Румынию оборудование железнодорожных мастерских на станциях Бендеры и Бессарабская, локомотивных депо Окницы и Флорешты.
С первых дней Великой Отечественной войны дорога стала прифронтовой, являлась основной транспортной магистралью в районе боевых действий. По дороге производилась эвакуация промышленных предприятий, подвозились к линии фронта войска и боеприпасы. Колея на основных направлениях перешивалась три раза: в июле 1940 года на колею 1524 мм, в августе 1941 года на колею 1435 мм, с мая до конца 1944 снова на колею 1524 мм. За время войны было разрушено и уничтожено 20 % главных, 30 станционных путей, 50 % путевых зданий, важнейшие мосты на Днестре и Пруте, разобрано и вывезено 100 км рельсового полотна, 90 % станочного оборудования, 30 % линий связи и т. д.
C 1939 по 1997 годы действовала узкоколейная железная дорога Каменка — Попелюхи. В 1999 она была разобрана.
В 1946—50 гг. на восстановление и модернизацию железной дороги Молдавии было израсходовано 3 млрд руб. из Союзного бюджета. Было построено более 600 объектов, выполнено более 1 млн м³ земляных работ, уложено 1,7 млн м³ стройматериалов, свыше 650 тыс. шпал, эксплуатационная длина достигла 1020 км. Уже в 1948 году была достигнута среднесоюзная скорость движения поездов.
В 1953 году была объединена с Одесской ж/д в Одесско-Кишинёвскую железную дорогу, в 1979 году вновь выделена в отдельное управление.
В советский период Молдавская железная дорога превращалась из тупиковой в магистраль международного значения, связывавшую СССР со странами Балканского полуострова и Юго-Восточной Европы. В мае 1961 года в Бельцкое депо поступил первый тепловоз ТЭ3, а через 2 года таких тепловозов было уже 100. В 1970—80-х гг. во всех хозяйствах дороги шло интенсивное техническое перевооружение. Более чем на треть был обновлён парк пассажирских вагонов. Реконструировались главные пути, шла интенсивная замена лёгких типов рельсов на более тяжёлые. Укладка пути производилась на железобетонные шпалы и щебёночный балласт. Был создан информационно-вычислительный центр, началось внедрение информационных технологий. Произошло переоснащение грузового хозяйства высокопроизводительной техникой. Количество электро-козловых кранов и тракторных погрузчиков возросло в полтора раза. Уровень механизации погрузочно-разгрузочных работ превысил 93 %.
В 1991 году началась электрификация участка железной дороги Раздельная (Украина) — Кучурган (Украина) — Тирасполь — Бендеры — Кишинёв, из-за войны в Приднестровье она была прекращена. В настоящее время работает только украинская (до Кучургана) часть контактной сети.
1992 год был произведён полный перевод инфраструктуры участка Кучурган — Раздельная под Украинские железные дороги.
В августе 2004 года эксплуатация участков, расположенных в Приднестровской Молдавской Республике, была приостановлена из-за передачи данных участков в ведение Приднестровской железной дороги.
19 сентября 2005 года было завершено строительство новой железнодорожной линии Ревака — Каинары.
25 июля 2008 года открыта железнодорожная ветка Кагул — Джурджулешты.
В 2013 году высказывались планы о начале прокладки «европейских» путей в 1435 мм.
Американская компания GE Transportation поставит госпредприятию «Железная дорога Молдовы» первую партию из приобретённых им 12 новых локомотивов в начале 2020 года. Данной компании уже был перечислен аванс в размере 20 % от общей стоимости контракта в 45 млн евро. Покупка локомотивов является частью амбициозного проекта реструктуризации и реорганизации ГП «ЖДМ», финансируемого ЕБРР, ЕИБ и Европейским союзом. Общая стоимость проекта, предусматривающего закупку новых локомотивов и восстановление и модернизацию железнодорожной инфраструктуры, составляет 110 млн евро.
В 2022 году началось работы по реконструкции железной дороги Бендеры—Каушаны—Бессарабка—Этулия—Джурджулешты протяженностью 233 км силами казахстанской компании ТОО «Теміржол жөндеу». В ходе работ ведётся строительство вторых путей. Для грузовых поездов скорость движения увеличится до 90 км/ч, а для пассажирских перевозок скорость поездов может возрасти до 120 км/ч.

## Руководство
На 2024 год и.о. генерального директора Железной дороги Молдовы является Сергей Томша.

## Пассажирское движение
По состоянию на май 2024 г. на Железной дороге Молдовы осуществляются следующие пассажирские перевозки: 
| Пункты отправления и назначения | Пункты отправления и назначения | Пункты отправления и назначения   | Остановки | Оператор | Протяжённость | Время в пути | Тип поезда | Вагонов |
| ------------------------------- | ------------------------------- | --------------------------------- | --- | -------- | ------------- | ------------ | ---------- | ------- |
| Кишинёв                         | ↔                               | Яссы-Сокола                       | Страшены, Буковец, Калараш, Унгены, Унгены-Прут                                                                 | CFM      | 127 км        | 4 ч 10 мин   | D1M        | 4       |
| Кишинёв                         | ↔                               | Унгены                            | Страшены, Буковец, Калараш, Корнешть, Пырлица                                                                   | CFM      | 109 км        | 3 ч 12 мин   | Д₁         | 4       |
| Кишинёв                         | ↔                               | Бухарест, Северный вокзал         | Унгены, Унгены-Прут, Яссы-Николина, Яссы, Тыргу Фрумос, Роман, Бакэу, Аджуд, Мэрэшэшти, Фокшани, Бузэу, Плоешти | CFM      | 592 км        | 12 ч 57 мин  | ПДС        | 6       |
| Кишинёв                         | ↔                               | Киев                              | Бельцы, Жмеринка, Винница, Казатин-1                                                                            | УЗ       |               | 18 ч 03 мин  | ПДС        | 8       |
| Кишинёв                         | ↔                               | Одесса (сообщение приостановлено) | Новые Анены, Бендеры-2, Тирасполь, Кучурганы, Раздельная                                                        | УЗ       | 198 км        | 3 ч 47 мин   | --         | --      |
| Кишинёв                         | ↔                               | Бендеры-3                         | Ревака, Мерены, Соколены, Бульбоака, Рошканы, Калфа, Северный микрорайон Бендер, Варница                        | CFM      | 57 км         | 2 ч 00 мин   | ЧМЭ3       | 2       |

## Железнодорожные связи со смежными странами
| Страна        | Участок                          | Колея                                                                                                 | Электрификация | Примечание           |
| ------------- | -------------------------------- | --- | -------------- | -------------------- |
| Румыния / CFR | Унгены — Унгень-Прут (Яссы)      | совмещённая, 1435 мм / 1520 мм от станции Берешты (Унгены), Молдова до вокзала Сокола (Яссы), Румыния | отсутствует    |                      |
| Румыния / CFR | Прут-2 — Фэлчиу                  | разрыв колеи, 1520 мм — 1435 мм                                                                       | отсутствует    | погранпереход закрыт |
| Румыния / CFR | Джурджулешты — Галац             | совмещённая, 1435 мм / 1520 мм до станции Галац-Ларга                                                 | отсутствует    |                      |
| Украина / УЗ  | Джурджулешты — Рени              | одинаковая, 1520 мм                                                                                   | отсутствует    |                      |
| Украина / УЗ  | Новосавицкая — Кучурган          | одинаковая, 1520 мм                                                                                   |                |                      |
| Украина / УЗ  | Крива — Мамалыга                 | одинаковая, 1520 мм                                                                                   | отсутствует    |                      |
| Украина / УЗ  | Вартиковцы — Кельменцы, Ларга    | одинаковая, 1520 мм                                                                                   | отсутствует    |                      |
| Украина / УЗ  | Окница — Сокиряны                | одинаковая, 1520 мм                                                                                   | отсутствует    |                      |
| Украина / УЗ  | Вэлчинец — Могилёв-Подольский    | одинаковая, 1520 мм                                                                                   | отсутствует    |                      |
| Украина / УЗ  | Колбасна — Климентово            | одинаковая, 1520 мм                                                                                   | отсутствует    | погранпереход закрыт |
| Украина / УЗ  | Чимишлия — Карабуцены            | одинаковая, 1520 мм                                                                                   | отсутствует    |                      |
| Украина / УЗ  | Бессарабская — Карабуцены        | одинаковая, 1520 мм                                                                                   | отсутствует    |                      |
| Украина / УЗ  | Бессарабская — Лейпциг           | одинаковая, 1520 мм                                                                                   | отсутствует    |                      |
| Украина / УЗ  | 208 км — Болград                 | одинаковая, 1520 мм                                                                                   | отсутствует    |                      |
| Украина / УЗ  | Гречень — Болград                | одинаковая, 1520 мм                                                                                   | отсутствует    |                      |
| Украина / УЗ  | Этулия — Рзд. 267 км (Водокачка) | одинаковая, 1520 мм                                                                                   | отсутствует    |                      |

## Тоннели
На территории Республики Молдова расположено два железнодорожных тоннеля:
- Матеуцкий тоннель.
- Добружский тоннель (не подлежит восстановлению).

## Подвижной состав
| Модель | Серийные номера | Производитель                                   | Изображение |
| ------ | --- | ----------------------------------------------- | ----------- |
| М62    | ТЧ-1 Кишинёв: 1060, 1257 ТЧ-2 Бендеры: 1022, 1258 ТЧ-4 Бельцы: — | СССР · Луганский тепловозостроительный завод    |             |
| ЧМЭ3   | ТЧ-1 Кишинёв: 287, 625, 827, 1907, 2143, 2144, 2148, 2385, 2393, 2440, 2441, 2457, 2458, 2935, 2954, 3217, 3222, 3225, 3866, 3867, 3872, 3873, 4167, 4169, 4173, 4507, 4513, 4518, 4710, 4718, 4914, 4952, 5535, 5538, 5732, ЧМЭ3Э−6777, ЧМЭ3Э−6779, ЧМЭ3Э−6770 ТЧ-2 Бендеры: 2454, 2938, 4912, ЧМЭ3Э−6767 ТЧ-4 Бельцы: —                                                                   | ЧехословакияЧешско-мора́вская Ко́лбен Да́нек — ČKD |             |
| 2ТЭ10М | ТЧ-4 Бельцы: 2941 (одна секция, работает совместно с секцией 1249), 2942 | СССР · Луганский тепловозостроительный завод    |             |
| 3ТЭ10М | ТЧ-2 Бендеры: 0004, 0007, 0008, 0009, 0012, 0013, 0014, 0015, 0016, 0018, 0019, 0021, 0022, 0025, 0027, 0030Б, 0031, 0034, 0035, 0036, 0037Б, 0150, 0152, 0053, 1040, 1041, 1046, 1102, 1103, 1104Б, 1139, 1224, 1234, 1246, 1247, 1249 (одна секция, работает совместно с секцией 2941),1250Б, 1259, 1260, 1296, 1297 ТЧ-4 Бельцы: 0023, 0024, 0026, 0032, 0151, 1042Б, 1047А, 1213, 1225А | СССРЛуганский тепловозостроительный завод       |             |
| 2ТЭ10В | ТЧ-4 Бельцы: 3823 | СССР · Луганский тепловозостроительный завод    | —           |
| 2ТЭ10Л | ТЧ-2 Бендеры: 2303, 2933 ТЧ-4 Бельцы: 792, 794,1250, 2077, 2080, 2303, 2394, 2757, 2933, 3246 | СССР · Луганский тепловозостроительный завод    |             |
| ТЭ33АС | 3001, 3004, 3005, 3006, 3009, 3011, 3012 | КазахстанЛокомотив құрастыру зауыты             | —           |

| Модель | Серийные номера | Производитель           | Изображение |
| ------ | --- | ----------------------- | ----------- |
| Д₁     | ТЧ-1 Кишинёв: 603, 651, 664, 694, 700, 706 (2 вагона, работают совместно с двумя вагонами состава 708), 708 (2 вагона, работают в составе совместно с вагонами состава 706), 709, 752, 736, 753, 770, 772, 773, 777, 780, 798 | ВНР Ганц-МАВАГ          |             |
| D1M    | ТЧ-1 Кишинёв: 001, 002, 003, 004, 005 ТЧ-2 Бендеры: — ТЧ-4 Бельцы: — | Румыния · Remar Pascani |             |